# La 19e Épouse
La 19e Épouse (The 19th Wife) est un téléfilm américain réalisé par Rod Holcomb et diffusé le 13 septembre 2010 sur Lifetime.

## Synopsis
Beckylyn, une femme mormone, est accusée d'avoir tué son mari. Son amie Queenie, qui fait également partie de cette communauté, pense qu'elle est innocente et envoie un mot à son fils, Jordan, qui lui a tourné le dos depuis l'incident. Queenie et Jordan décident d'élucider l'affaire et découvrent que Beckylyn subissait des sévices de la part de son mari.

## Fiche technique
- Titre original : The 19th Wife
- Réalisation : Rod Holcomb
- Scénario : Richard Friedenberg (en), d'après un roman de David Ebershoff
- Photographie : Peter Benison
- Musique : Steve Porcaro
- Pays : États-Unis
- Durée : 95 minutes

## Distribution
- Matt Czuchry (VF : Sébastien Desjours) : Jordan[1]
- Chyler Leigh (VF : Véronique Desmadryl) : Queenie[1]
- Alexia Fast (VF : Marie Tirmont) : Five
- Lara Jean Chorostecki (VF : Laura Préjean) : Ann Eliza
- Jeff Hephner (VF : Fabrice Josso) : Hiram
- Patricia Wettig (VF : Véronique Augereau) : BeckyLyn[1]
- Patrick Garrow (VF : Bernard Bollet) : le prophète
- Sarain Boylan (VF : Annabelle Roux) : Desert Missy
- David Lawrence Brown (VF : Philippe Vincent) : Mr. Heber
- John Bourgeois (en) (VF : Pierre Dourlens) : Brigham Young
- Peter Strand Rumpel (VF : Patrick Raynal) : Chauncey
- Karl Pruner (en) (VF : Gabriel Le Doze) : Sawyer Scott
- Brian Jensen : le policier
- Vanessa Holmes (VF : Ivana Coppola) : Kimberly Scott
- Barbara Gates Wilson : Elizabeth
- Malia Ashley Kerr : Angela Alton
- Justin Michael Carriere (VF : Christophe Canel) : Gilbert Webb
- Brian Copping (VF : Michel Voletti) : le juge Hagan

 Source et légende : version française (VF) sur RS Doublage et selon le carton de doublage télévisuel.